# ヘイトスピーチ

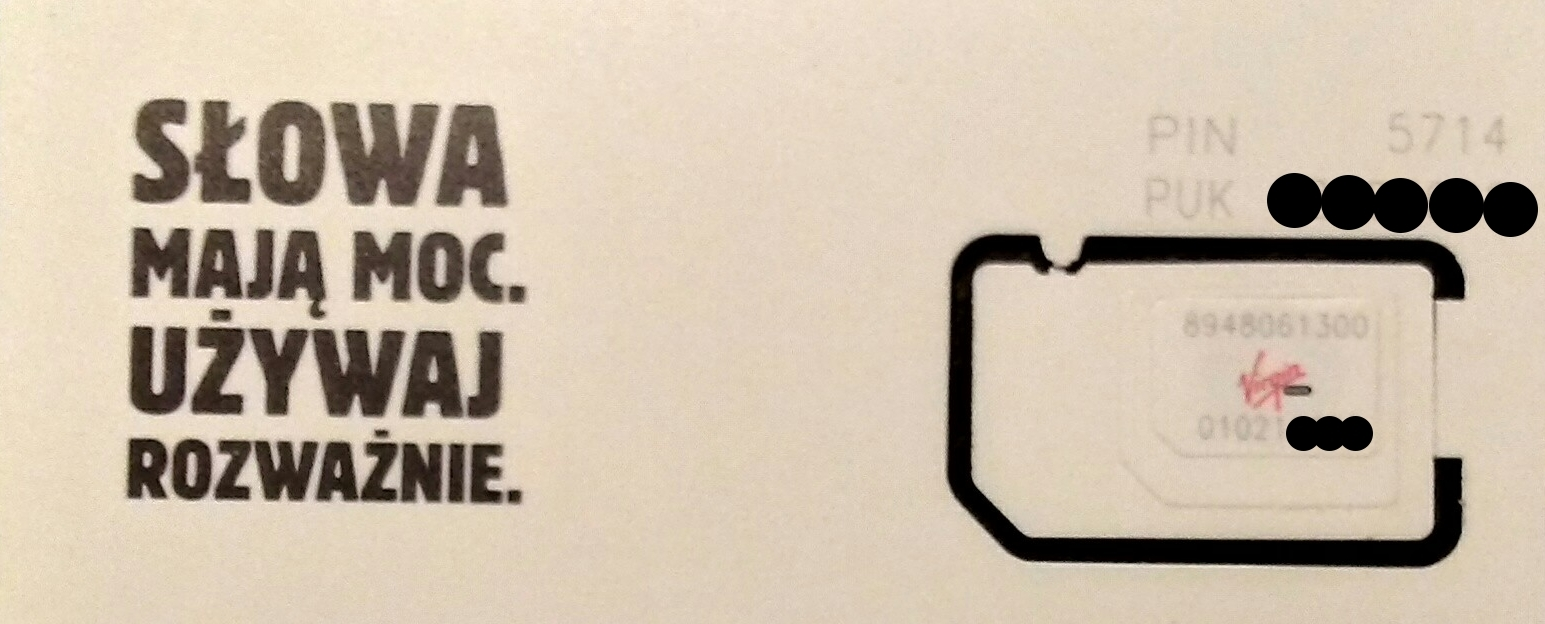
ヘイトスピーチに反対するキャンペーンのスローガンを掲げたポーランドのSIMカード(Virgin Mobile社)「言葉（Słowa）は力（moc）を持つ（mają ）、思慮深く（rozważnie）使え（używaj ）」

ヘイトスピーチ（英: hate speech）は、人種、出身国、民族、宗教、性的指向、性別、容姿、健康（障害）、経済的・社会的出自あるいは他のアイデンティティー要素などに基づいて、個人または集団を攻撃、脅迫、侮辱する発言や言動のことである。ヘイトスピーチが具体的にどのような言論を指すかについて各国の共通した解釈が存在するわけではなく、法的定義は国によって様々である。
言論の自由、ヘイトスピーチ、ヘイトスピーチの法律について多くの議論がなされてきた。いくつかの国の法律では、ヘイトスピーチを「集団に属することを理由に集団や個人に対して暴力や偏見に満ちた行動を扇動する、または集団に属することを理由に集団や個人を中傷または脅迫する言動、身振り、行動、文章、表示」と説明している。また、アメリカを含むいくつかの国では、「ヘイトスピーチ」とされるものの多くは憲法で保護されている。

## 定義と様態
この言葉はもともと、ヘイトクライムという用語とともに、有色人種やLGBT等に対する差別に基づく暴力行為が頻発した1980年代後半の米国で使用され、後に一般化した言葉である 。
憎悪表現が”地域の平穏を乱すことをもって規制されるべき”と議論する場合には「憎悪を煽る表現」とも呼ばれる。「喧嘩言葉」と同様に相手方の内部に憎悪を生み出すような言論（表現）類型と考えられており、話者（表現者）の側の憎悪感情が問題とされる。また、「憎悪と敵意に満ちた言論」、「憎悪にもとづく発言」とも解説される。
『知恵蔵mini』（朝日新聞出版）の2013年2月21日の版では「匿名化され、インターネットなどの世界で発信されることが多い。定義は固まっていないが、主に人種、国籍、思想、性別、障害、職業、外見など、個人や集団が抱える欠点と思われるものを誹謗・中傷、貶す、差別するなどし、さらには他人をそのように扇動する発言（書き込み）のこと」を指すとされ、インターネットにおける書き込みも「スピーチ」に含むと解説している。また、それに続けて「ヘイトスピーチを行う目的は自分の表現を挑発的に押し付けること」にあり、あらゆる手法を用いて他者を低めようとし、表現に対する批判に「まともに耳を貸すことはない。」「憎悪、無力感、不信などを被害者に引き起こし、相互理解を深めようとする努力を無にする、不毛かつ有害な行為」と解説し、ヘイトスピーチ規制は全世界的に広がっているとした上で、規制の少ない国としてアメリカと日本を挙げている。さらに、同辞典2013年5月13日更新では「憎悪に基づく差別的な言動」であり、「人種や宗教、性別、性的指向など自ら能動的に変えることが不可能な、あるいは困難な特質を理由に、特定の個人や集団をおとしめ、暴力や差別をあおるような主張をすることが特徴」と解説され、思想は除外された。また、朝日新聞2013年10月7日夕刊では「特定の人種や民族への憎しみをあおるような差別的表現」と定義され、在日韓国・朝鮮人への街頭活動が例とされた。また 社会学者のましこ・ひでのりはこの概念に「ヘイト」とか「憎悪」と言った表現を使うべきではないとして（心理的打撃を目的とする）「言語的リンチ」という用語を提案している。
上記のように確固たる客観的な定義が確立されているわけではないので、例えばヘイトスピーチの取締が成立してるスペインでは、カタルーニャ独立運動に関わる各種発言がスペインに対するヘイトスピーチだとして、市民が取締りを受けている状況がある。
主体的に変えることができる「思想信条」への言動について、これもヘイトスピーチに含まれると「新明解国語辞典」第八版では定義している。
言及される対象について、国際連合広報センターは「ヘイトスピーチは、個人または個人からなる集団のみを対象として（おり）、国家やその国の機関、国の象徴または公務員に関するコミュニケーションや、宗教指導者や信仰上の教義に関するコミュニケーションは、ヘイトスピーチには含まれません」と、特に注意喚起している。

### 様態
アメリカでは、1980年代後半以降、「ヘイト・スピーチ（hate speech）」という語句が一般的に用いられるようになり、2010年代に入ってから、その語や概念を輸入する形で、日本でも使用されるようになった。憎悪バイアスをもたらす表現形態として、ジェンダー論の立場からは、ポルノグラフィ規制論とも関係する。個人に対する嫌がらせ表現などは侮辱罪やストーカー規制法などの対象となる。ほかに差別や偏見を動機とした暴行等の犯罪をヘイトクライムといい、これも問題となっている。現代アメリカ英語としてヘイトスピーチと言う時の憎悪はこのヘイトクライムを直接連想させる言葉である。日本の市民団体によると、日本におけるヘイトスピーチの対象は在日、反原発運動、広島の平和運動、生活保護など多岐にわたるとされる。
また、ヘイトスピーチは多大な悪影響を及ぼすとして、様々な問題点が指摘されている。「互いの憎しみを煽る点」が最大の問題点であるという指摘や、デモで行われると言論への責任感が希薄となって気持ちが刺激され「対象への憎悪感はさらに増幅しやすい」という指摘、ヘイトスピーチが人種差別的な社会を構築してしまうという研究結果等があげられる。

### 訳語
日本語では「憎悪表現」の他、「差別的憎悪表現」、「憎悪宣伝」、「差別的表現」、「差別表現」、「差別言論」、「差別扇動」、「差別扇動表現（差別煽動表現）」などと訳される。

### カナダ
カナダでは言論の自由は通常権利および自由に関するカナダ憲章第2章によって保護されているが、カナダの刑法319条で喧嘩言葉を含むいくつかの形態の処罰しうるヘイトスピーチを定義しこれらの自由を制限している。

### アメリカ
1940年、リーフレットと既成宗教に対する罵詈雑言で通行人から反発を受けていたエホバの証人の信者のウォルター・チャプリンスキーが、公序を乱したとして逮捕された後、警察に対し「ファシスト野郎（a damned fascist）」「くそチンピラ（a God-damned racketeer）」と罵った。こうした言論に対し、1942年、アメリカ連邦裁判所は判事9人一致で修正第一条が保護する言論の範囲を超えていると判断した。（Chaplinsky判決）
1946年、シカゴ市内で行われたデモ行進では、コーラーが「ユダヤ人を殺せ（Kill the Jews.）」「下品なユダヤ人（Dirty kikes.）」「そうだ、ユダヤ人はみな殺人者だ。我々が先に奴らを殺さねば我々が殺される（Yes. the Jews are all killers, murderers, If we don't kill them first, they will kill us.）」などと煽り、1000人から1500人の抗議者が叫び、破壊行為を生じさせた。この事件では、シカゴ市が起訴、100ドルの罰金刑とし、上訴裁判所、州裁判所は支持したが連邦最高裁は5対4で破棄した（テルミニエロ対シカゴ市事件）。
ジョニー・ウィルソンがベトナム戦争時、軍司令部を妨害しようとして警官に立ち退きを迫られ、「白人のくそったれめ、殺してやる（White son of a bitch, I'll kill you.、」）と言って罪に問われた。1972年、最高裁は、ジョージア州法は「治安紊乱を起こす恐れのある不名誉な言葉あるいは侮辱的な言葉」を対象にしておりその範囲が曖昧すぎるとして、本質的に違憲の疑いがあり、破棄されなければならないとした。これにより、「喧嘩言葉」の法理は有名無実化し、公共の場での人種差別的言論は事実上保護されるようになった。

## 法的な側面

### 国連規約
1965年12月21日に国連総会で採択されたあらゆる形態の人種差別の撤廃に関する国際条約（人種差別撤廃条約）は、その第4条a項において「人種的優越又は憎悪に基づく思想のあらゆる流布、人種差別の扇動、いかなる人種若しくは皮膚の色若しくは種族的出身を異にする人の集団に対するものであるかを問わずすべての暴力行為又はその行為の扇動及び人種主義に基づく活動に対する資金援助を含むいかなる援助の提供も、法律で処罰すべき犯罪であることを宣言すること」、またb項で「人種差別を助長し及び扇動する団体、及び組織的宣伝活動その他のすべての宣伝活動を、違法であるとして禁止するものとすること」と明記している。
また1966年に国連で採択された市民的及び政治的権利に関する国際規約（国際人権B規約。世界人権宣言に強制力を付与した）では第20条第2項で、「差別、敵意又は暴力の扇動となる国民的、人種的又は宗教的憎悪の唱道は、法律で禁止する」、同規約第2条第2項では「この規約の各締約国は、立法措置その他の措置がまだとられていない場合には、この規約において認められる権利を実現するために必要な立法措置その他の措置をとるため、自国の憲法上の手続及びこの規約の規定に従って必要な行動をとることを約束する」と定める。
アメリカ合衆国は人種差別撤廃条約を1994年批准。日本は1979年に国際人権B規約を批准し、また人種差別撤廃条約には1995年12月15日に加入書を寄託し、加盟国となっているが、「日本国憲法の下における『集会、結社及び表現の自由その他の権利』の保障（第21条）に抵触しない限度において、これらの規定に基く義務を履行する」という留保の宣言を行なっている。もっとも国際人権B規約が第5条で「何人も他人の権利・自由を侵し得ない」、また憲法第12条後段は「個人の自由の享受・権利の行使は公共の福祉に適わなければならない」と定める。

### 各国
ヨーロッパ諸国は人種差別表現（ヘイトスピーチ）の規制に対して共感的である一方、アメリカは人種差別的な意見に基づいた行為（ヘイトクライム）を規制することに積極的である。
ヨーロッパ
ホロコーストの極小化と否定が、1970年代から1980年代にかけて急速に拡大した。スイスでは1994年に人種差別を禁止する刑法改正を行い、ハンガリーでは刑法269条で国籍、民族、人種を理由とした憎悪の助長が禁止されている。ロシアでは1993年、憲法で差別的表現を認めないと明記した。
ドイツ
ドイツ連邦共和国基本法で自分の意見を発する自由を保障する一方、「治安を妨害するような言論の濫用」を厳しく規制している。また、ナチスによるホロコーストの経験をもつドイツでは、民族集団に対する憎悪を扇動するような行為を、刑法第130条で民衆扇動罪、180条で侮辱罪、189条で「死者の追憶に対する誹謗罪」、194条で「国家社会主義その他の暴力的恣意的支配を目的とする集団の一員による侮辱を非親告罪とする規定」が設けられている。憲法裁判所は「ホロコーストの否定が「偽りの真実」である以上は保護されるべき言論には含まれない」と明言している。フランスでは人種差別規制法が1972年に制定された。その他の法を含め「出自あるいはエスニック集団・ネーション・人種・宗教への所属」を理由として、個人または集団に対して、中傷、名誉毀損、差別、憎悪、暴力を煽ることを禁止している。
イギリス
1965年の人種関係法（Race Relation Act）第6条でも人種的憎悪扇動罪が犯罪とされていたが、同罪成立のためには扇動の意思の立証が必要であったため訴追も少なかった。ナショナル・フロントの集会でこれに抗議するアジア系青年が殺害された後、ブリティッシュ・ムーブメントの指導者ジョン・キングズリィ・リードが「一人殺った、次は百万人だ」「黒ん坊、アラブ野郎、まぬけ者」と演説で発言した事件についての裁判では、訴追側が人種的憎悪を扇動する意思を立証できなかったため無罪とされた。その後、1976年に公共秩序法（Public Order Act）第5A条が改正され、1986年の改正では暴動罪（第1条）、暴力的秩序紊乱罪（violent disorder、第2条）などとともに第三編第18条で人種的憎悪扇動罪が規定され、人種的憎悪とは「肌の色、人種、国籍（市民権を含む）、若しくは民族的又は国家的出自に照らして定義される大ブリテン内の人々の集団に敵対する憎悪」と定義された。また、人種的憎悪扇動罪を訴追するには法務長官の同意が必須であるが、歴代の長官は同意に消極的であった。人種的憎悪扇動罪違反への罰則は、正式起訴による場合は2年以下の拘禁、又は罰金、若しくはその両方、略式の有罪判決による場合は6か月以下の拘禁、または罰金、若しくはその両方（第27条3項目）とされる。2001年のアメリカ同時多発テロ事件を受け、反テロリズム犯罪と安全法Anti-terrorism, Crime and Security Act 2001によって、人種的憎悪扇動罪（Racial hatred offences）は刑罰を2年から最高7年に引き上げられた。なお本法の保護法益は公共の秩序であり、居室内や閉鎖されたグループ内での行為を制限するものではない。またイギリス政府は人種的憎悪の見解そのものの表現への処罰については認めていない。またイスラム教徒との摩擦を背景に2006年、人種的および宗教的憎悪法（Racial and Religious Hatred Act）が制定されたが、Mr.ビーンで知られる俳優のローワン・アトキンソンらアーティストによる反対運動が展開した。
フランス
フランスのヘイトスピーチ規制は「出版の自由に関する1881年7月29日の法律（出版自由法）」に基づいている。1939年のマルシャンドー法で、市民間に憎悪を掻き立てることを目的として、一定の人種や宗教に所属する人々の集団に対する名誉毀損や侮蔑行為が行われた場合、刑罰を加えることを規定した 。また、「人種差別に対する闘いに関する1972年7月1日の法律（プレヴァン法）」による出版自由法改正で、人種等を理由とする名誉毀損罪（同32条2項）および人種等を理由とする侮辱罪（同33条3項）、人種的憎悪煽動罪（同24条8項）を制定した。。出版自由法32条2項は、人種的名誉毀損罪として、同法23条に規定された公表手段によって行われる出生又は特定の民族、国民、人種もしくは宗教への帰属の有無を理由とする人又は人の集団に対する名誉毀損を禁じる。「同法23条に規定された公表手段」とは、「公共の場所又は集会において行われた演説、訴えもしくは威嚇」、「公共の場所又は集会において販売され、もしくは陳列された販売用又は頒布用の著作物、印刷物、図画、版画、絵画、紋章、映像その他、著作、言語あるいは映像の媒体となるあらゆるもの」、「公衆の面前に貼り出された貼り紙又はビラ」および「公衆に対する電子技術によるあらゆる伝達手段」である。同様に、同法33条3項は、人種的侮辱を禁じている。また、プレヴァン法は、出版自由法24条8項を新設し、同法23条の定める公表手段によって行われる出生又は特定の民族、国民、人種もしくは宗教への帰属の有無を理由とする人又は人の集団に対する差別、憎悪又は暴力の煽動（provocation）を禁じた。刑罰は、1か月以上1年以下の禁錮および2000フラン以上、30万フラン以下の罰金、あるいはそのいずれか一方である。1990年7月には、反ユダヤ主義などの人種差別的言論を直接対象とする法律として、「あらゆる人種差別、反ユダヤ主義又は排外主義の行為を禁止する法律（ゲソ法）」が制定された。ゲソ法によって、出版自由法24条の2としてホロコースト否定罪が新設された。。
アメリカ合衆国
合衆国憲法修正第1項では「連邦政府による言論規制」を禁じており、「政府は、その思想自体が攻撃的あるいは不快であるからという理由だけで思想を禁止するべきではない」 としている。1992年、アメリカ連邦最高裁は、RAV判決において、憎悪表現規制は違憲であると判断した。2004年には全世界反ユダヤ主義監視法が制定された。
カナダ
1982年に施行されたカナダ憲法で人権が保障され、表現の自由も保障されているが、法律の留保がつけられており、これはアメリカ合衆国憲法修正第一条の絶対的な表現の自由の保障とは異なる。反ユダヤ主義、反黒人主義、白人優越主義集団が社会問題となったため1970年に憎悪表現（ヘイト・プロパガンダ）を刑法で禁止した。ただし、正当な言論の自由を制限しないための免責規定があり、「真実性の証明がある場合」「誠意をもって宗教上の題材に関する意見を述べた場合」「公共の利益のためになされた場合」「憎悪感情の除去を目的としていた場合」を免責条件としている。ほかに連邦人権法がある。刑法319条とカナダ憲章との整合性については1990年のKeegstra事件、また白人国家主義を唱えるカナダナショナリスト党の非白人移民排除などを説いたAndrews事件訴訟で合憲との判決が出された。一方、エルンスト・ツンデル事件ではホロコーストをユダヤ人の陰謀とした内容に対する刑法181条による起訴では同条は過度に広汎であり、適切な範囲を超えた規制であるとして憲法違反との判決がだされた。しかし、2012年に人権法13条に制定されたヘイトスピーチ規制は撤廃された。これは2007年以降、職場での軽口まで人権委員会に訴えるケースが目立つようになったり、イスラム社会に対する一般的批評やムハンマドの風刺画が訴えられるようになり、言論統制の危険性が顕わになったためである。
ラテンアメリカ
ジャマイカやセントルシアはジェノサイドの唱道または促進を規制、アンティグア・バーブーダは「ジェノサイドを行う共謀又は扇動」を禁止、ガイアナは「その人権を理由に、口中の一部又は個人に対して、敵意又は悪意を故意に扇動し、又は扇動しようとした者」を規制、バハマは「民族、国籍、人種、ジェンダー、性的志向、年齢、宗教又は心身の障害を根拠に、個人又は集団に対して憎悪または敵意を扇動しそうになること」を行政犯としている。
オーストラリア
2001年にビクトリア州で人種的宗教的寛容法（Racial and Religious Tolerance Act 2001）が制定され、「人種（SECT 7）や宗教（SECT 8）を理由に、人を嫌悪・憎悪・侮蔑・愚弄する行為に関わること」が禁じられた。しかし名古屋大学の浅川晃広によれば、オーストラリアで「表現の自由」への萎縮効果を問題視する空気が社会に広がっていて、反人種差別法改正が審議されており、「現行法では「差別された」と集団が不快感を訴えるだけでヘイトスピーチとされ、改正案では一般社会的に名誉毀損や脅迫に当たる表現のみが反人種差別法の対象になる」と述べた。
日本
憲法21条が保障する表現の自由との兼ね合いもあり、憎悪表現自体を取締対象とした一般的な規制は行われていないが、個々のヘイトスピーチ行為により民法上の不法行為が成立する場合は、このような行為を行った者に損害賠償責任が発生する。この際、違法な差別に該当するか否かの判断にあたっては、憲法14条および人種差別撤廃条約の趣旨が考慮される。さらに、差別行為が刑罰法規に触れる場合は、違反者は刑事罰を受ける。なお、刑法では特定人物や特定団体に対する偏見に基づく差別的言動は端的に侮辱罪や名誉毀損罪の実行行為たりうるが、抽象的な集団（民族・国籍・宗教・性的指向等）に対するものについては該当しない場合もある。また、一部の地方自治体ではヘイトスピーチ条例が制定され、ヘイトスピーチに対する刑事罰が規定されている。

韓国
2017年現在、韓国全土でヘイトスピーチを明確に取り締まる法律は存在しない。2017年9月ソウル市は学校内において学校経営者、設立者、教員、生徒、及び学生のヘイト表現を禁止する「ソウル特別市学生人権条例一部改正案」を成立させた。違反の罰則規定はないが宗教、性別、出身地、性的志向を理由に嫌がらせ、差別行為をした場合教育当局が積極的に介入出来る。

## 国連の意見表明
これらは国連安保理による決議と違い法的拘束力はなく、国際機関としての意見表明に留まる。
- ホロコースト否認を非難する決議が2007年の国連総会で採択されている[80]。
- 2011年5月3日、国際連合自由権規約人権委員会は、言論の自由とその限界を定めた国際人権B規約第19条と、差別や暴力を扇動する「国民的、人種的、宗教的憎悪の唱道」を法律で禁止することを求めた同規約第20条との関係について、「『ヘイトスピーチ』の多くが、同規約第20条の水準にそぐわないことを懸念する」、とした総括所見草案を発表した[81]。

## アメリカ合衆国における論争
米国では、アメリカ合衆国憲法修正第1条（信教・言論・出版・集会の自由、請願権の保障）「言論または報道の自由を制限する法律、ならびに、市民が平穏に集会しまた苦情の処理を求めて政府に対し請願する権利を侵害する法律を制定してはならない」と定めており、現在言論の自由を規制する全ての法律は原則として憲法上ゆるされないとする建前をとる。思想と言論の自由を守ることとレイシズムの悪影響を押さえ込むことの価値のバランスをとることが自由民主主義にとっての基本的なジレンマである。また、言論の自由とのジレンマのほかに、結社の自由とのジレンマを挙げることができる。
「ヘイトスピーチ」とは、「人種、宗教、ジェンダーなどの要素に起因する憎悪や嫌悪（hatred）の表現」を指すとされるが、その定義および法律による規制については、米国内では古くから論争がある（1920年代にも問題になっている）。

### 言論表現の自由と規制

#### 公共秩序に関する判例
米国では1930年代に集団的名誉毀損法案が提出されたが、支持はほとんどなく、成立しなかった。1940年のCantwell事件判決では、エホバの証人の信者がカトリック教徒に対して攻撃的な内容のレコードを流したことが治安妨害罪に問われたが、連邦最高裁は全員一致で表現の自由によって保障されるとし、レコードを流した行為は公共の秩序にとって「明白かつ現在の危機（明白かつ現在の危険）を生じさせていない」と判断された。

#### 戦時中の「ファシスト」発言判例
1942年、ニューハンプシャー州ロチェスターにおけるチャプリンスキー（Chaplinsky）事件では、前述と同じくエホバの証人の信者が「全ての宗教は詐欺である」というビラを配布し、街路で混乱が生じた。さらに同教団の信者チャプリンスキーは、警察の事情聴取で「ロチェスター当局はファシスト。ファシストの手先だ」と警察署長に面と向かって述べたため、逮捕された。
その後、アメリカの連邦最高裁判所（合衆国最高裁判所）は、「言論の自由の権利が、いかなる時を通じ、あらゆる事情のもとにおいても、絶対的であるとは限らない」「十分に定義付けされ、狭く限定されているにしても、それを禁止し処罰しても何ら憲法上の問題を惹起させるとは決して考えられない言論が存在する」として、「発せられた言葉によって精神的傷害を生じさせ、あるいは即時的な治安妨害を引き起こす傾向のある言葉」を闘争的言辞として定義し、「わいせつ表現、侮辱的・名誉毀損的表現と同様に、憲法上の保障の埒外におかれる」とし、信者の「ファシスト」発言に有罪判決を出した。

#### 反戦運動家による暴言と闘争的言辞法理の衰退
1970年には、ベトナム戦争反戦運動家のポール・R・コーエンが、「Fuck the Draft」（徴兵くそくらえ）という上着をLA郡裁判所内で着用したため、州法415条の「不快な行為（offensive conduct）」に当たるとして逮捕され、有罪判決を受けた。
連邦最高裁では「Fuck the Draft」という言葉について「多くの者にとって、この自由の直接的な結果は、しばしば単なる言葉の上での騒動、不和、不快な言葉として現れてくる。しかしながら、これらは…実際には開かれた討論のプロセスにより我々が達成することの出来るより広大な永続的な価値の必然的な副作用である。時々雰囲気が不協和音で満たされていると思われることは、ある意味では弱点のあらわれではなくて、長所のあらわれである」 とし、さらに「州は、公開討論を我々の間でもっとも神経質な人にとって文法上心地よいところへときれいにする権限を有していない」 「（Fuckのような）禁句は、おそらくは他の部類のものよりも好まれないけれども、しかしながらある人の下品さが別のひとの抒情詩ということがしばしば真実となるからである」 として、このような闘争的言辞を禁止し得ないと判示し、「この最高裁判決において、価値の低い不快な言葉であるとしても、言葉の不快さを理由として公開討論から排除することは、憲法上正当化されない」とする判決が出された。
また、1971年のGooding事件では同じくベトナム戦争反戦運動家が警官に対して「Son of a bitch,殺すぞ」と侮辱的かつ攻撃的な発言を浴びせたため、ジョージア州法（コード）S26-6303にもとづき逮捕され、ジョージア州裁判所で有罪となった。その後の連邦最高裁では、「ジョージア州法（コード）S26-6303に対して、法律は慎重に保護されない言論のみを処罰するように解釈しなければならず、保護される言論に適用されるべきではない」として、過度広汎に表現を規制することは憲法違反との判決が出された。警官に対する罵倒が「闘争的言辞」に該当するかについては、該当しないとされ、この判例によって闘争的言辞の法理は衰退した。

### 憎悪表現規制条例に関する判例

#### ネオナチ団体デモ規制に対する違憲判決
1977年、イリノイ州スコーキー村で、ネオナチ団体NSPAが公園で集会を開こうとしたところ、公園側が保証金35万ドルを要求し、団体はこの保証金に対して抗議デモ計画のビラを配布した。これに対抗するユダヤ人団体が対抗デモを計画し、ユダヤ系住民がネオナチ団体へのデモ差し止め命令を当局へ要求し、村ではデモ保証金、人種的憎悪を助長する文書の配布、軍事的な服を着用してのデモの禁止の3つの条例を制定した。これを不服としてネオナチ団体はアメリカ自由人権協会の支援をうけて提訴し（アメリカ国家社会党対スコーキー村事件）、イリノイ州最高裁はハーケンクロイツの使用は表現の自由の象徴的な形態であり、平和的なデモにおけるハーケンクロイツの使用はそれを見た人が暴力的な反応を起こしうるということを理由にすべて不可能とはされえないと判決、デモ禁止条例を憲法違反とした。村は連邦最高裁へ上訴したが、受理されなかった。

#### イリノイ州法合憲判例
米国の多くの法廷でも、ヘイトスピーチを処罰する州法の合憲性が争われたが、合憲とされた州法と、「過度に広範な規制を定める」として違憲とされた市条例とがある。
合憲とされた例として、イリノイ州刑法に関する1952年のボアルネ事件がある。この事件では、イリノイ州の集団誹謗法における、「人種・肌の色・信条、若しくは宗教を理由として、特定の市民に関する堕落・犯罪・不純若しくは道徳の欠如を描く、或いは特定の市民を侮辱・嘲笑、若しくは中傷にさらす」表現行為を処罰する規定について、連邦最高裁で合憲性が争点となった。
連邦最高裁の法廷意見は、同法は1917年6月29日に成立したが、イリノイ州が人種暴動にしばしば見舞われ、集団誹謗が重大な役割を果たした歴史的経緯を踏まえ、「このような歴史的事実と、人種的および宗教的プロパガンダにしばしば伴うものを前にしたとき(中略)人種的および宗教的集団に対する悪質な名誉毀損を抑制するために、イリノイ州議会がとった手段に『正当な理由がなかった』とは言えないであろう。（言論および出版の）自由の行使には限界がある。人種的または宗教的自尊心に基づいて、誤った信念を持つに至った者の威圧的な行動が、他者の自由の行使に対する平等な権利を奪う目的で、暴力を引き起こしたり、平穏を破壊したりするであろうこの頃の危険は、すべての者によく知られている出来事によって強調される。そのように限界を超えて自由を行使した者を、州は適切なやり方で罰することができる」として、これを合憲とした。

#### KKKの儀式行為と観点規制の法理
クー・クラックス・クランによる十字架焼却の儀式はかつて黒人をリンチし、迫害した歴史に起因する行為であり、たびたび裁判で問題となっている。
違憲とされた例として、十字架焼却を犯罪行為としたミネソタ州セントポール市条例の違憲性が問われたR.A.V.対セントポール市事件（1992年）がある。セントポール市条例は、「公共的または私的な財産の上に『人種・肌の色・信条・宗教・性別に基づいて、他者に怒り・不安・憤りを生ぜしめる』と知られている、またはそう知られることに理由のあるシンボルなどを設置した者を処罰する」と定めていたが、連邦最高裁は、条例は中立規制ではないと判定し、「手段は必要不可欠なものでない、あるいは過度に広範である」として、合衆国憲法修正第1条に違反し、条例を文面上無効とした。また連邦最高裁はこの条例が、当局によって「不快」と判断された言葉を差別的に規制する観点規制(viewpoint restriction)に該当するため、憲法違反と判定した。さらに連邦最高裁は、ヘイトスピーチの聞き手の感情的な影響について、被差別集団に属することを理由に攻撃を受けた被害者への二次的効果であるとはいえないとし、セント・ポール市の主張を退けた。
また、Virginia v. Black裁判(2003)では、黒人差別発言を行うKKK集会における十字架焼却について、ヴァージニア州はヴァージニア州法違反として、十字架焼却は不快であり、脅迫行為に該当し規制できると主張した。州最高裁は州法は観点規制であり違憲と判決した。連邦最高裁は一部合憲一部違憲として差し戻すとともに、クー・クラックス・クランは白人至上主義を擁護するが、目的達成を妨害する人であれば白人をも攻撃の対象としており、また、脅迫する故意をともなった「真の脅迫」を禁止するヴァージニア州が、特定の嫌われるトピックの一つにむけられる言論のみを非難の的として選び出していないことから連邦憲法第1修正および先例であるR.A.V.判決に反しないと結論づけ、また州法の「一応の証拠（prima facie evidence）」の規定につい ては過度広汎性を理由に文面上違憲と判断した。オコナー判事は喧嘩言葉や「真の脅迫」は政府による規制が可能と述べた。
この判決では表現行為そのものの規制については合衆国憲法修正第1条違反としたものの（他人を脅したり威嚇したりする）脅迫の目的で利用した場合、この行為を処罰する箇所の州法の規定は憲法違反とは言えないとした。

### 大学における規制と違憲判決

#### スピーチコード
アメリカの大学ではヘイトスピーチを処罰するキャンパスコード、キャンパスポリシーを採用するところもあったが、憲法違反の判決がくだされることがほとんどである。
キャンパスヘイトスピーチコードは1986年から1987年にかけての人種主義的な嫌がらせ事件が多発したため大学で制定されるようになったが、こうした規制について各地の大学で違憲訴訟が行われた。こうした規制にはマリ・マツダ、チャールズ・ロレンスなど批判的人種理論を称する法学の学説が影響を与えた。批判的人種理論に対してはナディン・ストロッセンらが批判した。
ミシガン大学事件では、ミシガン大学の研究者が生物学の研究を「性差別的」であると制裁を受けることが危惧され、連邦裁判所判決では大学の規制が、闘争的言辞（fightingwords）、わいせつ表現、名誉投損の範囲では憲法問題も生じないが、「伝達を意図されている意見又はメッセージに不同意であることを理由に、一定の言論を禁止する効果を有する反差別政策を立てること」は大学が行ってはならないこととした。また、不快という理由だけで言論を禁止することも大学ではできないとされた。ミシガン大学の規制は過度に広汎なものであり、また 「汚名を着せる(Stigmatize)」や 「苦痛を与える (victimize)」は正確な定義ができないため、範囲の限界や保護される行為とそうでない行為との区別ができない極めて漠然なもので、デュー・プロセス条項に違反するとして憲法違反の判決が出された。
ウィスコンシン大学事件では、人種主義的な差別的な表現や行動をとった学生を懲戒できるとする学内規則について連邦裁判所判決では、この規則は闘争的言辞の法理の範囲を逸脱したもので、また過度に広汎なもので漠然としているとして憲法違反との判決が出された。
セントラルミシガン大学事件でも連邦裁判所判決は、大学の規制は過度に広汎なもので、また内容および観点（ビューポイント）の規制を含むもので、また「不快」であるとは主観的な言及を定義にふくむものであるため、憲法違反との判決が出された。
こうして、文言が明確なコードで規制されたとしても、主題ならびに観点差別的な規制にあたるとして憲法違反との判決が出されてきた。

## インターネットサイト
インターネットでKKKの元指導者が1995年に開設したサイト・ストームフロント以来、人種主義的サイトが増加し、ネオナチのナショナル・アライアンス、元KKKの全米白人地位向上協会、反ユダヤ主義で黒人や他のマイノリティを劣った泥人形とみなすアイデンティティチャーチ運動、ザ・ワールド・チャーチ・オブ・クリエイター（WCOTC）といったサイトがアニー・カレルによって問題視された。
オーストラリアでは2002年のHagan事件で「nigger」というサイト上の表現が連邦裁判所では合法とされたが、国連人種差別撤廃委員会は削除を勧告した。またドイツからの移民研究者フレデリック・トーベン事件ではホロコースト否認に関する記載を削除するよう連邦裁判所は命じた。
2015年には、YouTubeへの投稿動画でシンガポールのリー・クアンユーを批判した少年が、ヘイトスピーチ規制法違反でシンガポール警察に逮捕された。この事件ではシンガポール当局によるヘイトスピーチ規制法の濫用が指摘されている。
2016年、Facebook、Twitter、YouTube（Google社）、Microsoftは欧州委員会のコードに従い、EU圏内でのヘイトスピーチを24時間以内に削除することで合意した。

## 言及
ミルドベリー大学教授のエリック・ブライシュは「反マイノリティの発言を標的にして精緻に作られた法制度が、むしろ人種的・宗教的マジョリティの支配を批判するマイノリティに適用されてしまう、というものがある。（中略）しかし、最悪のシナリオは、最も可能性の高いシナリオというわけではない。」とし、「どの程度の自由をレイシストに与えるべきなのか。その最終的な答えはこれである。歴史を見て、文脈と影響に注意せよ。原則を練り上げ、友人を説得し、議員に訴えよ。そして、うまくつきあっていける価値とバランスとともに歩んで行くのだ。」と結論した。
バード大学教授でジャーナリストのイアン・ブルマの意見記事としてヘイトスピーチの規制は間違っていると主張、「法律で特定の意見を禁止することが賢明だろうか。特定の意見の表明を禁じても、その意見はなくならない。水面下で表現され続け、さらに有害なものになる。中東やほかの地域でテロの社会的・政治的基盤を成すものは、外国人差別的な言論を公的に禁じただけでは、決して消えない」とした。
ニューヨーク大学ロースクール教授のジェレミー・ウォルドロンは、ヘイトスピーチを法規制する根拠は、不快感からの保護にあるのではなく、人の尊厳を傷つけられることから保護することにあるとした。
ジュディス・バトラーは「もしも憎悪発話がつねに前からの引用でしかないなら、その使用者はその責任をとる必要がないということなのか。（中略）あらゆる言説が引用であるという事実は、言説に対する責任を増し、強めるものだと主張したい。憎悪発話をする人は、憎悪発話をどう反復したかということに対して、また憎悪発話にふたたび活力を与えたということに対して、また憎悪と中傷の文脈をふたたび作り出したということに対して、責任がある。」と述べた。
イギリスの非営利団体であるRights for Peaceは国際人権法における「ヘイトスピーチ」の定義については、コンセンサスが得られていないとしている。
また、単に攻撃的であっても他人に危険を及ぼさない言論は、一般的に人権侵害とはみなされない、としながらも、ヘイトスピーチが人種、宗教、民族、その他の要素によって定義された個人やグループに対する差別、敵意、暴力を誘発する場合は人権侵害になるとしている。
さらに、ヘイトスピーチは通常は社会における「他者」を対象にするとし、これはマイノリティグループを「他者化」することによって顕在化される、と述べている。
師岡康子弁護士はヘイトスピーチの「中核にある本質的な部分は、マイノリティに対する『差別、敵意又は暴力の煽動』（自由権規約ニ○条）、『差別のあらゆる煽動』（人種差別撤廃条約四条本文）であり、表現による暴力、攻撃、迫害である」
としている。
外務省総合外交政策局国連企画調整課主査の野口有佑美は、多くの国々が批准する国際人権条約である「市民的及び政治的権利に関する国際規約」第二条第一項及び第二十条第二項、また、「あらゆる形態の人種差別の撤廃に関する国際条約」第四条から、「ヘイトスピーチとは、人種、皮膚の色、性、言語、宗教、政治的意見その他の意見、国民的若しくは社会的出身、財産、出生等の一定の属性に基づいて、特定の個人あるいは集団に対し憎悪的又は差別的言論を行うこと、またその差別を助長、扇動、唱道する言論を指すという、各国の一応の共通理解」が導き出せるとしている。